# Alexandru Gordaș

a Compétitions nationales et continentales officielles uniquement.

b Matchs officiels uniquement.
Dernière mise à jour le 03 mai 2022.
Alexandru Gordaș, né le 11 mai 1994, est un joueur roumain de rugby à XV qui joue au poste de pilier. 

## Biographie
Alexandru Gordaș débute en SuperLiga à 19 ans avec le CSM Bucarest. Jeune joueur prometteur, il part à 20 ans en Angleterre, rejoindre les Worcester Warriors. Il ne jouera qu'avec les Worcester Cavaliers, équipe réserve des Warriors, qui évolue en Aviva A League (en), le championnat dévolue aux réserves. Il aide son équipe à se qualifier pour la finale du championnat, mais ne pourra y participer, la faute à une blessure.
Il rentre alors en Roumanie, dans son anclien club du CSM Bucarest, pour disputer la saison 2015. En juin, il fête sa première sélection en équipe de Roumanie, à l'occasion de Coupe des nations de rugby à XV. Pour la saison 2016-2017, il quitte le CSM pour le Steaua Bucarest. Il passe deux saisons au Steaua, qui lui permettent aussi de s'affirmer sur le plan international, étant sélectionné à 11 reprises dans le même temps avec la Roumanie.
En 2018, il retourne finalement au CSM. Il y signe un contrat courant jusqu'en 2020, mais quitte finalement la Roumanie après une saison, pour rejoindre la France. Il signe au Stade niçois, en Fédérale 1. Il dispute 11 rencontres lors de sa première saison au club, et inscrit un essai. En perte de temps de jeu l'année suivante (seulement huit rencontres disputées), il n'est pas reconduit au sein du club. Il retourne alors en Roumanie, rejoignant le Dinamo Bucarest.

## Palmarès
- SuperLiga 2014, 2018-2019
- Championnat d'Europe des nations 2017

## Statistiques

### En sélection
| Année | Compétition            | Matchs | Points | Essais | Transf. | Drops | Pénal. |
| ----- | ---------------------- | ------ | ------ | ------ | ------- | ----- | ------ |
| 2015  | Coupe des Nations      | 1      | -      | -      | -       | -     | -      |
| 2016  | Coupe des Nations 2016 | 3      | -      | -      | -       | -     | -      |
| 2016  | Test                   | 3      | -      | -      | -       | -     | -      |
| 2017  | REC                    | 3      | 5      | 1      | -       | -     | -      |
| 2017  | Test                   | 1      | -      | -      | -       | -     | -      |
| 2018  | REC                    | 1      | -      | -      | -       | -     | -      |
| 2018  | REC (barrage)          | 1      | -      | -      | -       | -     | -      |
| 2018  | Test                   | 2      | -      | -      | -       | -     | -      |
| 2019  | REC                    | 5      | -      | -      | -       | -     | -      |
| 2019  | Test                   | 2      | -      | -      | -       | -     | -      |
| 2021  | REC                    | 2      | -      | -      | -       | -     | -      |
| 2021  | Test                   | 2      | -      | -      | -       | -     | -      |
| 2022  | REC                    | 3      | -      | -      | -       | -     | -      |
| Total | Total                  | 29     | 5      | 1      | -       | -     | -      |

| Essai | Adversaire | Lieu                    | Compétition | Date         | Résultat | Score |
| ----- | ---------- | ----------------------- | ----------- | ------------ | -------- | ----- |
| 1     | Belgique   | Petit Heysel, Bruxelles | REC 2017    | 11 mars 2017 | Victoire | 17-33 |